# Gaetano Maria Travasa
Gaetano Maria Travasa (né le 31 mai 1698 à Bassano del Grappa, alors dans la république de Venise et mort le 16 janvier 1774 à Venise) est un historien italien du XVIIIe siècle, connu pour son histoire des hérésiarques.

## Biographie
Né à Bassano del Grappa, le 31 mai 1698, Gaetano Maria Travasa prend l’habit des théatins à Venise, le 7 février 1715. Il étudie successivement à Bologne, à Florence, à Rome, et après avoir professé la philosophie dans les écoles de son ordre, à Venise, il s’adonne à la prédication. Il possédait une bibliothèque considérable, et s'intéressait beaucoup à l'histoire de l'Église primitive, à l'exégèse biblique et à l'hymnologie. 
Ayant conçu le plan d’un ouvrage sur les hérésiarques, il publie, en 1746, la Vie d’Arius, dont les opinions avaient troublé l’Église au commencement du IVe siècle. Le succès de cet essai l’encouragea à continuer ses recherches ; et il ne lui fallut pas moins de dix ans pour livrer au public cinq volumes contenant la Vie des hérésiarques des trois premiers siècles de l’ère chrétienne. La Vie de Mani, qui termine le dernier tome, est précédée de quatre dissertations : la première sur la secte des Adamites et sur l’Histoire du manichéisme de Isaac de Beausobre ; la deuxième sur l’autorité des actes de Saint Archélaos, et les deux dernières sur Scythien et Térébinthe, les deux précurseurs de Mani. 
Gaetano Maria Travasa est mort presque aveugle, à Venise, le 16 janvier 1774.

## Œuvres
- Panegirico sacro detto nella basilica ducale di Venezia, Venise, 1727, in-8° ;
- Storia critica della vita d’Ario, primo eresiarca del 4° secolo, ibid., 1746, in-8° ;
- Storia critica delle vite degli eresiarchi de’ tre primi secoli, ibid., 1752-1762, 5 vol. in-8°, avec portraits ;
- Preparazione alla morte, per ogni persona del chiostro, ibid., 1762, in-8° ;
- Istruzioni e regole per tacere e per parlare come conviensi in materia di religione, ibid., 1764, in-8° ;
- Quaresimale, ibid., 1766, in-4°. Cet ouvrage, dédié aux syndics de Bassano, valut à l’auteur une médaille d’or à son effigie, portant sur le revers les armes de la ville, avec cette inscription : CIVI SUO, CIVITAS BASSANI.
- Panegirici e ragionamenti sacri, ibid., 1767, in-4°. Une partie de ce recueil avait paru en 1758, sous le titre de Ragionamenti sacri, in-8°. Les panégyriques sont au nombre de quinze. 8° Inni sacri del breviario romano minutamente spiegati, ibid., 1769, 3 vol. in-8°. Ce fut par ses soins qu’on donna à Rome la première édition complète des œuvres du cardinal Giuseppe Maria Tomasi, dont il a écrit la vie.

Il a été aussi l’éditeur des deux ouvrages suivants :
- Nuova Raccolta di varie e scelte orazioni, ibid., 1754-1764, 6 vol. in-4° ;
- Decadi di panegirici de’ chierici regolari, Venise et Florence, 3 vol. in-8°. Deux de ses ouvrages sont restés inédits.